# The Battle of Yaldabaoth
The Battle of Yaldabaoth (abreviado para The BOY) é o terceiro álbum de estúdio da banda inglesa de deathcore Infant Annihilator. Foi lançado em 11 de setembro de 2019.

## Antecedentes
A banda divulgou um videoclipe para o principal single do álbum "Three Bastards" em 25 de julho de 2019. Neste vídeo, foi revelada a data oficial de lançamento do álbum, juntamente com uma linha de produtos disponíveis para venda em apoio ao lançamento do disco. Antes da data programada para o lançamento, o Infant Annihilator também lançou um vídeo contendo a letra do segundo e último single promocional para The Battle of Yaldabaoth, intitulado "Swinaecologist", o qual foi disponibilizado no YouTube em 30 de agosto de 2019.
Semelhante ao ocorrido com seu álbum anterior, The Elysian Grandeval Galèriarch, The Battle of Yaldabaoth também foi inteiramente vazado no YouTube aproximadamente três dias antes de sua data oficial de lançamento. No entanto, diferentemente do vazamento anterior, o Infant Annihilator decidiu manter a data originalmente planejada para o lançamento do álbum. A abordagem adotada pela banda consistiu em solicitar ao usuário responsável pelo vazamento que removesse as faixas da plataforma. Posteriormente, os vídeos vazados contendo todas as músicas do álbum foram retirados do YouTube.

## Lista de faixas
| N.º            | Título | Duração |  |
| 1.             | "Childchewer" | 2:46    |  |
| 2.             | "Three Bastards" | 4:18    |  |
| 3.             | "The Kingdom Sitteth Lonely Beneath Thine Hollowed Heavens" (participação de Trevor Strnad, do The Black Dahlia Murder) | 7:07    |  |
| 4.             | "Ov Sacrament and Sincest" (participação de Storm Strope, do The Last Ten Seconds of Life)                              | 3:19    |  |
| 5.             | "Feast ov Goreglutton"                                                                                                  | 2:23    |  |
| 6.             | "Plaguebearer" | 5:03    |  |
| 7.             | "Swinaecologist" | 3:37    |  |
| 8.             | "A Rape of Sirens" (participação do Alex Terrible)                                                                      | 4:40    |  |
| 9.             | "Empusa: Queen of the Damned"                                                                                           | 5:07    |  |
| 10.            | "Ere the Crimson Dawn"                                                                                                  | 3:30    |  |
| 11.            | "Thy Faith, Thy Oblivion"                                                                                               | 3:30    |  |
| 12.            | "The Battle of Yaldabaoth" (participação do Alex Teyen)                                                                 | 6:06    |  |
| 13.            | "Necropocalypse" | 5:32    |  |
| 14.            | "Paedophilic Legacy" (Instrumental)                                                                                     | 0:32    |  |
| Duração total: | Duração total: | 57:33   |  |

## Créditos
| Críticas profissionais | Críticas profissionais |
| Avaliações da crítica  | Avaliações da crítica  |
| Fonte                  | Avaliação              |
| ---------------------- | ---------------------- |
| Dead Press             | [ 4 ]                  |

- Aaron Kitcher – bateria

- Eddie Pickard – guitarras, baixo
- Dickie Allen – vocais

## Paradas
| Paradas (2019)                      | Melhor posição |
| ----------------------------------- | -------------- |
| US Top Hard Rock Albums (Billboard) | 11             |
| US Top Rock Albums (Billboard)      | 22             |
| US Top Album Sales (Billboard)      | 54             |
| US Independent Albums (Billboard)   | 20             |
| US Heatseekers Albums (Billboard)   | 6              |